# Ине
 Тази статия е за краля на Уесекс.  За града в Япония вижте Ине (град).  
Ине е крал на Уесекс от Уесекската династия, управлявал през 689 – 726 година.

## Биография
Роден е около 670 година в семейството на Кенред, племенник на уесекския крал Кенвал. През 689 година наследява на трона своя чичо Кедвала. През управлението си губи сюзеренитета над източните кралства Кент, Есекс и Съсекс, но постига известни успехи срещу бритите в Девън. Най-известен е със своя правен кодекс, един от основните източници за англо-саксонското право.
През 726 година абдикира и заминава на поклонничество в Рим, където умира. Наследен е от Етелард, може би негов шурей.